# Các hình thức kỷ luật của Đảng Cộng sản Việt Nam
Theo điều lệ Đảng Cộng sản Việt Nam, tùy theo từng đối tượng mà có các hình thức kỉ luật khác nhau. Đối với tổ chức Đảng các hình thức kỷ luật gồm có khiển trách, cảnh cáo, giải tán. Đối với Đảng viên chính thức, các hình thức kỷ luật gồm có khiển trách, cảnh cáo, cách chức, khai trừ. Đối với Đảng viên dự bị, các hình thức kỷ luật gồm có khiển trách, cảnh cáo.
Hiện nay, việc thi hành kỉ luật trong Đảng được thực hiện theo Điều lệ Đảng, Quy định số 69-QĐ/TW của Bộ Chính trị về kỷ luật tổ chức đảng, đảng viên vi phạm, ký bởi ông Võ Văn Thưởng ngày 06 tháng 7 năm 2022  và Hướng dẫn số 05-HD/UBKTTW ngày 22/11/2022 của Ủy ban Kiểm tra Trung ương.

## Kỷ luật tổ chức Đảng
| Lĩnh vực | Hình thức kỉ luật     | Nội dung |
| --- | --------------------- | --- |
| Vi phạm chủ trương, quy định của Đảng (Điều 8) | Khiển trách (Khoản 1) | Vi phạm một trong các trường hợp sau, gây hậu quả ít nghiêm trọng thì kỷ luật bằng hình thức khiển trách: a) Thực hiện không đúng hoặc không đầy đủ chủ trương, quy định của Đảng gây thiệt hại về quyền lợi vật chất, uy tín của tổ chức, cá nhân. b) Buông lỏng lãnh đạo, chỉ đạo đấu tranh chống suy thoái về tư tưởng chính trị, tự diễn biến, tự chuyển hoá, để đảng viên trong tổ chức đảng vi phạm. |
| Vi phạm chủ trương, quy định của Đảng (Điều 8) | Cảnh cáo (Khoản 2)    | Vi phạm lần đầu những trường hợp quy định phải Khiển trách mà gây hậu quả nghiêm trọng hoặc tái phạm hoặc vi phạm một trong các trường hợp sau thì kỷ luật bằng hình thức cảnh cáo: a) Không thực hiện hoặc thực hiện không đầy đủ chủ trương, quy định của Đảng, làm tổn hại đến sự đoàn kết thống nhất trong Đảng, đến tài chính, tài sản của Đảng, Nhà nước, của tập thể, cá nhân. b) Chỉ đạo hoặc định hướng đưa thông tin sai lệch chủ trương, quy định của Đảng, pháp luật của Nhà nước. c) Không có biện pháp ngăn chặn, xử lý kịp thời đối với đảng viên trong tổ chức đảng có hành vi kích động tư tưởng bất mãn, chống đối nội bộ, chống đối Đảng, Nhà nước và chế độ. |
| Vi phạm chủ trương, quy định của Đảng (Điều 8) | Giải tán (Khoản 3)    | Vi phạm một trong các trường hợp sau, gây hậu quả đặc biệt nghiêm trọng thì kỷ luật bằng hình thức giải tán: a) Phủ định vai trò lãnh đạo của Đảng Cộng sản Việt Nam. b) Có chủ trương, quy định hoặc văn bản, tài liệu có nội dung phản bác, phủ định, xuyên tạc chủ nghĩa Mác - Lênin, tư tưởng Hồ Chí Minh, chủ trương, quy định của Đảng. c) Tổ chức hoạt động chống lại chủ trương, quy định của Đảng; xuyên tạc sự thật, xuyên tạc lịch sử. d) Có chủ trương hoặc hành vi móc nối, câu kết với các thế lực thù địch, phản động, phần tử cơ hội, bất mãn chính trị để lưu trữ, tán phát, xuất bán, truyền bá tư tưởng, quan điểm đối lập; vận động, tuyên truyền, tổ chức, tập hợp lực lượng nhằm chống phá Đảng, Nhà nước. đ) Đòi thực hiện đa nguyên, đa đảng, tam quyền phân lập, xã hội dân sự, phi chính trị hoá lực lượng vũ trang; xuyên tạc đường lối quốc phòng toàn dân, an ninh nhân dân và đường lối đối ngoại của Đảng, Nhà nước. |
| Vi phạm việc ban hành, tổ chức thực hiện chủ trương, quy định của Đảng, pháp luật của Nhà nước (Điều 9)                                                                              | Khiển trách (Khoản 1) | Vi phạm một trong các trường hợp sau, gây hậu quả ít nghiêm trọng thì kỷ luật bằng hình thức khiển trách; a) Thực hiện không đúng chủ trương, quy định của Đảng, pháp luật của Nhà nước theo chức năng, nhiệm vụ, quyền hạn. b) Thiếu trách nhiệm, buông lỏng lãnh đạo, quản lý, thiếu kiểm tra, giám sát tổ chức đảng, đảng viên triển khai, tổ chức thực hiện chủ trương, quy định của Đảng, của cấp mình, pháp luật của Nhà nước. c) Bao che, không xử lý hoặc xử lý không đúng hành vi vi phạm đối với tổ chức đảng hoặc đảng viên có vi phạm trong việc tổ chức thực hiện chủ trương, quy định của Đảng, pháp luật của Nhà nước hoặc của cấp ủy cấp trên. |
| Vi phạm việc ban hành, tổ chức thực hiện chủ trương, quy định của Đảng, pháp luật của Nhà nước (Điều 9)                                                                              | Cảnh cáo (Khoản 2)    | Vi phạm lần đầu những trường hợp quy định phải Khiển trách mà gây hậu quả nghiêm trọng hoặc tái phạm hoặc vi phạm một trong các trường hợp sau thì kỷ luật bằng hình thức cảnh cáo: a) Không thực hiện chủ trương, quy định của Đảng, pháp luật của Nhà nước. b) Có trách nhiệm nhưng không ban hành chương trình hành động hoặc kế hoạch triển khai thực hiện chủ trương, quy định của Đảng theo quy định. c) Thiếu trách nhiệm trong lãnh đạo, chỉ đạo hoặc thảo luận dẫn đến ban hành văn bản có nội dung trái với chủ trương, quy định của Đảng, pháp luật của Nhà nước hoặc của cấp trên. d) Chỉ đạo, ban hành thể chế, cơ chế, chính sách có nội dung trái chủ trương, quy định của Đảng, pháp luật của Nhà nước, cài cắm lợi ích nhóm, lợi ích cục bộ. đ) Quá trình tổ chức thực hiện có quyết định trái chủ trương, quy định của cấp ủy, tổ chức đảng cấp trên. |
| Vi phạm việc ban hành, tổ chức thực hiện chủ trương, quy định của Đảng, pháp luật của Nhà nước (Điều 9)                                                                              | Giải tán (Khoản 3)    | Kỷ luật bằng hình thức giải tán trong trường hợp không ban hành, không tổ chức thực hiện chủ trương, quy định của Đảng, pháp luật của Nhà nước, gây hậu quả đặc biệt nghiêm trọng. |
| Vi phạm nguyên tắc tổ chức và hoạt động của Đảng (Điều 10) | Khiển trách (Khoản 1) | Vi phạm một trong các trường hợp sau, gây hậu quả ít nghiêm trọng thì kỷ luật bằng hình thức khiển trách: a) Chậm ban hành quy chế làm việc của cấp ủy, tổ chức đảng theo quy định. Thiếu trách nhiệm trong việc ban hành hoặc chỉ đạo, tổ chức thực hiện quy chế làm việc của cấp ủy, tổ chức đảng dẫn đến vi phạm. Không đề ra giải pháp và tổ chức thực hiện khắc phục vi phạm, khuyết điểm được cấp có thẩm quyền kết luận. b) Không chấp hành các nguyên tắc tổ chức và hoạt động của Đảng; thiếu trách nhiệm để một số ít người hoặc cá nhân lợi dụng quyết định thay tập thể; ủy quyền cấp dưới thực hiện nhiệm vụ không đúng hoặc trái thẩm quyền. c) Không giữ vững vai trò lãnh đạo, để nội bộ mất đoàn kết, giảm sút ý chí chiến đấu; để một số ít người hoặc cá nhân lợi dụng, thao túng dẫn đến có quyết định sai trái hoặc áp dụng không đúng quy định của Đảng, pháp luật của Nhà nước. d) Vi phạm nguyên tắc sinh hoạt đảng, không tổ chức họp đảng bộ, sinh hoạt chi bộ, sinh hoạt cấp ủy, tổ chức đảng theo quy định mà không có lý do chính đáng. đ) Không chấp hành chế độ báo cáo, chế độ thông tin và trả lời chất vấn theo quy định của Đảng và Nhà nước. |
| Vi phạm nguyên tắc tổ chức và hoạt động của Đảng (Điều 10) | Cảnh cáo (Khoản 2)    | Vi phạm lần đầu những trường hợp quy định phải Khiển trách mà gây hậu quả nghiêm trọng hoặc tái phạm hoặc vi phạm một trong các trường hợp sau thì kỷ luật bằng hình thức cảnh cáo: a) Không ban hành quy chế làm việc của cấp ủy, tổ chức đảng theo quy định; ban hành quy chế làm việc có nội dung sai trái, trao quyền không đúng quy định của Đảng về trách nhiệm của người đứng đầu, để người đứng đầu lạm quyền, lộng quyền, làm trái quy định. b) Cục bộ, bè phái, vi phạm nguyên tắc tổ chức và hoạt động của Đảng; tự phê bình và phê bình yếu kém làm giảm năng lực lãnh đạo và sức chiến đấu của cấp ủy, tổ chức đảng, nội bộ mất đoàn kết. c) Dung túng, bao che, không đấu tranh, xử lý kịp thời đảng viên có khuyết điểm dẫn đến đảng viên vi phạm; báo cáo sai sự thật, bao che khuyết điểm, vi phạm của cấp dưới. d) Ban hành văn bản trái chủ trương, quy định của Đảng, pháp luật của Nhà nước. |
| Vi phạm nguyên tắc tổ chức và hoạt động của Đảng (Điều 10) | Giải tán (Khoản 3)    | Vi phạm một trong các trường hợp sau, gây hậu quả đặc biệt nghiêm trọng thì kỷ luật bằng hình thức giải tán: a) Không tổ chức sinh hoạt đảng ba kỳ liên tiếp mà không có lý do chính đáng dẫn đến xảy ra vi phạm gây hậu quả đặc biệt nghiêm trọng, b) Nội bộ chia rẽ, bè phái, mất đoàn kết nghiêm trọng kéo dài, không còn vai trò lãnh đạo đối với địa phương, cơ quan, đơn vị. c) Ban hành nghị quyết chống lại chủ trương, quy định của Đảng, phủ định các nguyên tắc tổ chức và hoạt động của Đảng. |
| Vi phạm công tác tổ chức, cán bộ và công tác đảng viên (Điều 11) | Khiển trách (Khoản 1) | Vi phạm một trong các trường hợp sau, gây hậu quả ít nghiêm trọng thì kỷ luật bằng hình thức khiển trách: a) Thiếu trách nhiệm trong lãnh đạo, chỉ đạo, tổ chức thực hiện nghị quyết, chỉ thị, quy định về công tác tổ chức, cán bộ dẫn đến vi phạm. b) Thiếu trách nhiệm dẫn đến việc đánh giá, xem xét, quyết định tuyển dụng, tiếp nhận, quy hoạch, điều động, luân chuyển, đào tạo, bồi dưỡng, bổ nhiệm, miễn nhiệm, bãi nhiệm, giới thiệu bầu cử, phong, thăng cấp bậc hàm, phong, tặng danh hiệu, xét công nhận đạt chuẩn chức danh, thi nâng ngạch, bậc, khen thưởng, kỷ luật, thực hiện chế độ, chính sách đối với cán bộ không đúng quy định. c) Thiếu trách nhiệm trong chỉ đạo hoặc tổ chức giải quyết khiếu nại, tố cáo về công tác tổ chức, cán bộ thuộc thẩm quyền. d) Nhận xét, quyết nghị, quyết định kết nạp quần chúng vào Đảng và công nhận đảng viên chính thức không đủ tiêu chuẩn, điều kiện; không đúng nguyên tắc, thẩm quyền, quy trình, thủ tục. đ) Đánh giá, xếp loại, khen thưởng, kỷ luật, phong, tặng các danh hiệu cho tổ chức đảng và đảng viên, cho đảng viên chuyển sinh hoạt đảng, miễn công tác và sinh hoạt đảng, xoá tên đảng viên, cho đảng viên ra khỏi Đảng, xác nhận tuổi Đảng cho đảng viên không đúng quy định. e) Chỉ đạo hoặc quyết định cung cấp hồ sơ cán bộ, hồ sơ đảng viên cho người không có trách nhiệm. |
| Vi phạm công tác tổ chức, cán bộ và công tác đảng viên (Điều 11) | Cảnh cáo (Khoản 2)    | Vi phạm lần đầu những trường hợp quy định phải Khiển trách mà gây hậu quả nghiêm trọng hoặc tái phạm hoặc vi phạm một trong các trường hợp sau thì kỷ luật bằng hình thức cảnh cáo: a) Ban hành nghị quyết, chỉ thị, quy định, quyết định về công tác tổ chức, cán bộ trái chủ trương, quy định của Đảng, pháp luật của Nhà nước. b) Tự phê bình và phê bình yếu kém, để người đứng đầu lợi dụng thao túng hoặc áp đặt đưa ra quyết định không đúng về công tác tổ chức, cán bộ. c) Thiếu trách nhiệm dẫn đến việc xây dựng, kiện toàn tổ chức bộ máy, biên chế của tổ chức, đơn vị không đúng chủ trương, quy định của Đảng, pháp luật của Nhà nước. d) Không chỉ đạo, tổ chức thẩm tra, xác minh lịch sử chính trị, chính trị hiện nay; xác nhận vấn đề chính trị, chính trị hiện nay sai sự thật cho cán bộ, đảng viên. đ) Thiếu trách nhiệm trong việc nhận xét, đánh giá, thẩm định, kết luận dẫn đến đề xuất, giới thiệu cán bộ lãnh đạo, quản lý; giới thiệu người ứng cử, cán bộ, đảng viên không đủ điều kiện, tiêu chuẩn. e) Bao che, không xử lý, xử lý không đúng quy định hoặc không kiến nghị xử lý đảng viên có hành vi chạy chức, chạy quyền, tham nhũng, tiêu cực, sử dụng văn bằng, chứng chỉ, giấy chứng nhận, giấy xác nhận không hợp pháp. |
| Vi phạm công tác tổ chức, cán bộ và công tác đảng viên (Điều 11) | Giải tán (Khoản 3)    | Kỷ luật bằng hình thức giải tán trong trường hợp có chủ trương, hành động chống lại chủ trương, quy định của Đảng, pháp luật của Nhà nước về công tác tổ chức, cán bộ, công tác đảng viên gây hậu quả đặc biệt nghiêm trọng. |
| Vi phạm quy định về bầu cử (Điều 12) | Khiển trách (Khoản 1) | Vi phạm một trong các trường hợp sau, gây hậu quả ít nghiêm trọng thì kỷ luật bằng hình thức khiển trách: a) Thiếu trách nhiệm trong lãnh đạo, chỉ đạo, hướng dẫn khai hồ sơ ứng cử, đề cử hoặc thẩm định hồ sơ lý lịch người ứng cử dẫn đến vi phạm trong quá trình bầu cử. b) Chỉ đạo, tổ chức thực hiện không đúng nguyên tắc, quy trình, thủ tục bầu cử dẫn đến sai sót, vi phạm hoặc gian lận trong bầu cử. c) Buông lỏng lãnh đạo, chỉ đạo, tổ chức công tác bảo vệ bầu cử theo quy định, để xảy ra hành vi gây rối hoặc ngăn cản, phá hoại làm mất an ninh, trật tự nơi bầu cử. d) Thiếu trách nhiệm trong chỉ đạo, tổ chức thẩm định, xét duyệt nhân sự, dẫn đến giới thiệu, đề cử người không đủ tiêu chuẩn, điều kiện bầu vào các chức danh lãnh đạo, quản lý của tổ chức đảng, cơ quan nhà nước, Mặt trận Tổ quốc và các tổ chức chính trị - xã hội. |
| Vi phạm quy định về bầu cử (Điều 12) | Cảnh cáo (Khoản 2)    | Vi phạm lần đầu những trường hợp quy định phải Khiển trách mà gây hậu quả nghiêm trọng hoặc tái phạm hoặc vi phạm một trong các trường hợp sau thì kỷ luật bằng hình thức cảnh cáo: a) Có chủ trương vận động người tự ứng cử, nhận đề cử và đề cử vào các chức danh lãnh đạo, quản lý của tổ chức đảng, cơ quan nhà nước, Mặt trận Tổ quốc, các tổ chức chính trị - xã hội trái quy định. b) Buông lỏng lãnh đạo dẫn đến việc lợi dụng vận động hoặc chi phối tập thể để giới thiệu, bầu người không đủ tiêu chuẩn, điều kiện vào các chức danh lãnh đạo, quản lý của tổ chức đảng, cơ quan nhà nước, Mặt trận Tổ quốc, các tổ chức chính trị - xã hội. c) Buông lỏng lãnh đạo, thiếu trách nhiệm kiểm tra, giám sát dẫn đến vi phạm nghiêm trọng nguyên tắc bầu cử. d) Biết có thành viên trong cấp ủy, tổ chức đảng có hành vi mua chuộc, xúi giục, cưỡng ép người khác hoặc vận động bầu cử trái quy định hoặc trái sự lãnh đạo của cấp ủy nhưng không ngăn chặn, xử lý kịp thời. |
| Vi phạm quy định về bầu cử (Điều 12) | Giải tán (Khoản 3)    | Kỷ luật bằng hình thức giải tán trong trường hợp có chủ trương, hành động chống lại chủ trương, quy định của Đảng, pháp luật của Nhà nước về công tác bầu cử gây hậu quả đặc biệt nghiêm trọng. |
| Vi phạm quy định quản lý, sử dụng ngân sách, tài chính, tài sản của Đảng, Nhà nước (Điều 13)                                                                                         | Khiển trách (Khoản 1) | Vi phạm một trong các trường hợp sau, gây hậu quả ít nghiêm trọng thì kỷ luật bằng hình thức khiển trách: a) Chậm ban hành hoặc ban hành các văn bản thuộc thẩm quyền trong quản lý, sử dụng ngân sách, tài chính, tài sản trái quy định của Đảng và pháp luật của Nhà nước. b) Buông lỏng quản lý, chỉ đạo, đôn đốc, kiểm tra, giám sát, để cấp dưới vi phạm quy định về quản lý, sử dụng ngân sách, tài chính, tài sản của Đảng, Nhà nước. c) Chỉ đạo, tổ chức thực hiện trái nguyên tắc, chế độ, quy định về quản lý, sử dụng ngân sách, tài chính, tài sản của Đảng, Nhà nước. d) Buông lỏng lãnh đạo, quản lý, kiểm tra, giám sát, để xảy ra mua sắm, quản lý, sử dụng tài chính, tài sản của Đảng, Nhà nước, nhận, cho, tặng, mượn tiền, tài sản của tổ chức, cá nhân không đúng quy định. đ) Để tổ chức, cá nhân đi học tập, tham quan, du lịch, chữa bệnh ở trong nước và nước ngoài bằng tiền của doanh nghiệp hoặc tổ chức, cá nhân có liên quan đến ngành, lĩnh vực mà cơ quan, đơn vị được giao nhiệm vụ theo dõi, quản lý không đúng quy định hoặc ảnh hưởng đến việc thực hiện nhiệm vụ. |
| Vi phạm quy định quản lý, sử dụng ngân sách, tài chính, tài sản của Đảng, Nhà nước (Điều 13)                                                                                         | Cảnh cáo (Khoản 2)    | Vi phạm lần đầu những trường hợp quy định phải Khiển trách mà gây hậu quả nghiêm trọng hoặc tái phạm hoặc vi phạm một trong các trường hợp sau thì kỷ luật bằng hình thức cảnh cáo: a) Thiếu trách nhiệm trong lãnh đạo, chỉ đạo để doanh nghiệp của Đảng, Nhà nước, tổ chức chính trị - xã hội vi phạm pháp luật hoặc thua lỗ nghiêm trọng, không bảo toàn được vốn của Đảng, Nhà nước. b) Cho chủ trương hoặc quyết định mua, bán, cho mượn, cho thuê tài chính, tài sản hoặc liên doanh, liên kết không đúng quy định gây thiệt hại nghiêm trọng về tiền, tài sản của Đảng, Nhà nước. c) Có chủ trương, chỉ đạo hoặc quyết định đầu tư xây dựng công trình, trụ sở làm việc, khu vui chơi, giải trí, mua sắm trang thiết bị, tài sản công trái quy định. d) Ban hành văn bản về quản lý, sử dụng ngân sách, tài chính, tài sản trái quy định của Đảng và pháp luật của Nhà nước. |
| Vi phạm quy định quản lý, sử dụng ngân sách, tài chính, tài sản của Đảng, Nhà nước (Điều 13)                                                                                         | Giải tán (Khoản 3)    | Kỷ luật bằng hình thức giải tán trong trường hợp có chủ trương, hành động chống lại chủ trương, quy định của Đảng, pháp luật của Nhà nước về quản lý, sử dụng tài chính, tài sản của Đảng, Nhà nước gây hậu quả đặc biệt nghiêm trọng. |
| Vi phạm trong lãnh đạo, chỉ đạo, tổ chức thực hiện tiếp thu ý kiến góp ý của nhân dân, giám sát và phản biện xã hội của Mặt trận Tổ quốc và các tổ chức chính trị - xã hội (Điều 14) | Khiển trách (Khoản 1) | Vi phạm một trong các trường hợp sau, gây hậu quả ít nghiêm trọng thì kỷ luật bằng hình thức khiển trách: a) Thiếu trách nhiệm trong chỉ đạo thực hiện, kiểm tra, giám sát việc tiếp thu ý kiến góp ý chính đáng của nhân dân, giám sát và phản biện xã hội của Mặt trận Tổ quốc và các tổ chức chính trị - xã hội theo quy định. b) Không xử lý theo thẩm quyền hoặc không chỉ đạo xử lý các trường hợp vi phạm trong tiếp thu ý kiến góp ý của nhân dân, giám sát và phản biện xã hội của Mặt trận Tổ quốc và các tổ chức chính trị - xã hội, gây ảnh hưởng xấu đến uy tín của cấp ủy, tổ chức đảng. c) Lợi dụng tiếp thu ý kiến để làm sai lệch nội dung ý kiến góp ý của Mặt trận Tổ quốc, các tổ chức chính trị - xã hội và của nhân dân đối với tổ chức đảng, cơ quan nhà nước. d) Thờ ơ vô cảm, không kiến nghị những vấn đề bức xúc, sai trái đã được phản ánh gây ảnh hưởng lớn đến lợi ích, đời sống của người dân. |
| Vi phạm trong lãnh đạo, chỉ đạo, tổ chức thực hiện tiếp thu ý kiến góp ý của nhân dân, giám sát và phản biện xã hội của Mặt trận Tổ quốc và các tổ chức chính trị - xã hội (Điều 14) | Cảnh cáo (Khoản 2)    | Vi phạm lần đầu những trường hợp quy định phải Khiển trách mà gây hậu quả nghiêm trọng hoặc tái phạm hoặc vi phạm một trong các trường hợp sau thì kỷ luật bằng hình thức cảnh cáo: a) Không lãnh đạo, chỉ đạo, đôn đốc, kiểm tra, giám sát các cơ quan chức năng xem xét giải quyết kiến nghị của Mặt trận Tổ quốc và các tổ chức chính trị - xã hội theo quy định của Đảng và pháp luật của Nhà nước. b) Không lãnh đạo, chỉ đạo các cơ quan nhà nước, Mặt trận Tổ quốc và các tổ chức chính trị - xã hội đối thoại trực tiếp với công dân theo quy định dẫn đến gây mất ổn định tình hình chính trị - xã hội ở cơ quan, đơn vị, địa phương. |
| Vi phạm trong lãnh đạo, chỉ đạo, tổ chức thực hiện tiếp thu ý kiến góp ý của nhân dân, giám sát và phản biện xã hội của Mặt trận Tổ quốc và các tổ chức chính trị - xã hội (Điều 14) | Giải tán (Khoản 3)    | Kỷ luật bằng hình thức giải tán đối với trường hợp có chủ trương, hành động chống đối hoặc lợi dụng góp ý của nhân dân, giám sát, phản biện của Mặt trận Tổ quốc và các tổ chức chính trị - xã hội để xuyên tạc chủ trương, quy định của Đảng, pháp luật của Nhà nước gây hậu quả đặc biệt nghiêm trọng. |
| Vi phạm quy định kiểm tra, giám sát, thanh tra, kiểm toán (Điều 15) | Khiển trách (Khoản 1) | Vi phạm một trong các trường hợp sau, gây hậu quả ít nghiêm trọng thì kỷ luật bằng hình thức khiển trách: a) Lãnh đạo, chỉ đạo, quyết định kiểm tra, giám sát, thanh tra, kiểm toán vượt thẩm quyền. b) Cung cấp hoặc chỉ đạo cung cấp thông tin, tài liệu sai sự thật hoặc chưa được phép công bố. c) Bao che vi phạm của đoàn kiểm tra, giám sát, thanh tra, kiểm toán hoặc bao che vi phạm của cơ quan, đơn vị, tổ chức, cá nhân khi kiểm tra, giám sát, thanh tra, kiểm toán. d) Không chỉ đạo hoặc không quyết định xử lý theo thẩm quyền đối với các vi phạm trong hoạt động kiểm tra, giám sát, thanh tra, kiểm toán. đ) Không thực hiện đúng kết luận hoặc kiến nghị về kiểm tra, giám sát, thanh tra, kiểm toán của cơ quan có thẩm quyền. e) Chỉ đạo trì hoãn, không cung cấp hoặc cung cấp không đầy đủ, không trung thực văn bản, hồ sơ, tài liệu, số liệu theo yêu cầu của cơ quan, tổ chức tiến hành kiểm tra, giám sát, thanh tra, kiểm toán. g) Không xử lý hoặc không kiến nghị cấp có thẩm quyền xử lý tổ chức đảng, đảng viên có khuyết điểm, vi phạm. |
| Vi phạm quy định kiểm tra, giám sát, thanh tra, kiểm toán (Điều 15) | Cảnh cáo (Khoản 2)    | Vi phạm lần đầu những trường hợp quy định phải Khiển trách mà gây hậu quả nghiêm trọng hoặc tái phạm hoặc vi phạm một trong các trường hợp sau thì kỷ luật bằng hình thức cảnh cáo: a) Chỉ đạo cản trở, mua chuộc, trù dập cá nhân hoặc tổ chức làm nhiệm vụ kiểm tra, giám sát, thanh tra, kiểm toán, cung cấp thông tin, tài liệu, chứng cứ. b) Chỉ đạo chiếm giữ, tiêu hủy tài liệu, vật chứng, làm sai lệch hồ sơ, tài liệu, sửa chữa chứng từ, sổ sách nhằm đối phó cơ quan kiểm tra, giám sát, thanh tra, kiểm toán. |
| Vi phạm quy định kiểm tra, giám sát, thanh tra, kiểm toán (Điều 15) | Giải tán (Khoản 3)    | Kỷ luật bằng hình thức giải tán trong trường hợp có chủ trương, hành động chống lại chủ trương, quy định của Đảng, pháp luật của Nhà nước về công tác kiểm tra, giám sát, thanh tra, kiểm toán gây hậu quả đặc biệt nghiêm trọng. |
| Vi phạm quy định tiếp công dân, giải quyết khiếu nại, tố cáo (Điều 16) | Khiển trách (Khoản 1) | Vi phạm một trong các trường hợp sau, gây hậu quả ít nghiêm trọng thì kỷ luật bằng hình thức khiển trách: a) Ban hành văn bản có nội dung trái quy định của Đảng, Nhà nước về tiếp đảng viên và công dân, giải quyết khiếu nại, tố cáo. b) Không chỉ đạo tổ chức tiếp đảng viên và công dân hoặc để việc giải quyết khiếu nại, tố cáo thuộc thẩm quyền kéo dài không đúng quy định. c) Không chấp hành, chấp hành không đầy đủ quyết định, kết luận của tổ chức đảng, cơ quan có thẩm quyền về giải quyết khiếu nại, tố cáo. |
| Vi phạm quy định tiếp công dân, giải quyết khiếu nại, tố cáo (Điều 16) | Cảnh cáo (Khoản 2)    | Vi phạm lần đầu những trường hợp quy định phải Khiển trách mà gây hậu quả nghiêm trọng hoặc tái phạm hoặc vi phạm một trong các trường hợp sau thì kỷ luật bằng hình thức cảnh cáo: a) Che giấu, báo cáo không đầy đủ, không trung thực thông tin liên quan đến giải quyết tố cáo, khiếu nại của tổ chức đảng, đảng viên thuộc thẩm quyền. b) Thiếu trách nhiệm, không có biện pháp ngăn chặn, xử lý người tố cáo bịa đặt, vu khống, gây mất đoàn kết nội bộ. c) Chỉ đạo trù dập người tố cáo, người cung cấp thông tin, tài liệu liên quan vi phạm của cơ quan, tổ chức, cá nhân; bao che người bị tố cáo. d) Buông lỏng lãnh đạo, chỉ đạo tiếp đảng viên và công dân, giải quyết khiếu nại, tố cáo dẫn đến khiếu nại, tố cáo đông người, vượt cấp kéo dài. đ) Không thực hiện hoặc không chỉ đạo thực hiện bảo vệ người tố cáo hoặc không kỷ luật trường hợp vi phạm về khiếu nại, tố cáo theo thẩm quyền. |
| Vi phạm quy định tiếp công dân, giải quyết khiếu nại, tố cáo (Điều 16) | Giải tán (Khoản 3)    | Kỷ luật bằng hình thức giải tán trong trường hợp có chủ trương, hành động chống lại chủ trương, quy định của Đảng, pháp luật của Nhà nước về công tác giải quyết khiếu nại, tố cáo gây hậu quả đặc biệt nghiêm trọng. |
| Vi phạm quy định phòng, chống tham nhũng, tiêu cực (Điều 17) | Khiển trách (Khoản 1) | Vi phạm một trong các trường hợp sau, gây hậu quả ít nghiêm trọng thì kỷ luật bằng hình thức khiển trách: a) Không lãnh đạo, chỉ đạo, đôn đốc, kiểm tra việc thực hiện kê khai, công khai và kiểm soát tài sản, thu nhập của cán bộ, đảng viên theo quy định của Đảng, Nhà nước. b) Không lãnh đạo, chỉ đạo, đôn đốc, kiểm tra, giám sát tổ chức đảng cấp dưới và cán bộ, đảng viên thực hiện quy định của Đảng, pháp luật của Nhà nước về phòng, chống tham nhũng, tiêu cực theo quy định. c) Buông lỏng lãnh đạo, quản lý; thiếu kiểm tra, giám sát để phát hiện, xử lý kịp thời tham nhũng, tiêu cực trong tổ chức đảng, cơ quan, đơn vị. |
| Vi phạm quy định phòng, chống tham nhũng, tiêu cực (Điều 17) | Cảnh cáo (Khoản 2)    | Vi phạm lần đầu những trường hợp quy định phải Khiển trách mà gây hậu quả nghiêm trọng hoặc tái phạm hoặc vi phạm một trong các trường hợp sau thì kỷ luật bằng hình thức cảnh cáo: a) Không xử lý, bao che, dung túng cho tổ chức, cá nhân tham nhũng, tiêu cực và vi phạm quy định về kê khai, công khai, kiểm soát tài sản, thu nhập. b) Ban hành nghị quyết, chỉ thị, quy định của cấp mình về phòng, chống tham nhũng, tiêu cực trái chủ trương, quy định của Đảng, pháp luật của Nhà nước. c) Không xử lý hành vi tham nhũng, tiêu cực, ở cơ quan, đơn vị, địa phương trực tiếp quản lý. d) Không lãnh đạo, chỉ đạo hoặc có hành vi cản trở hoạt động thu hồi tiền, tài sản tham nhũng, tiêu cực. đ) Chỉ đạo chỉ xử lý nội bộ hoặc xử lý về hành chính đối với cá nhân tham nhũng, tiêu cực, có dấu hiệu tội phạm. e) Bàn và thống nhất nhận tiền, tài sản không hợp pháp để sử dụng cho tập thể hoặc thành viên trong tổ chức đảng. |
| Vi phạm quy định phòng, chống tham nhũng, tiêu cực (Điều 17) | Giải tán (Khoản 3)    | Vi phạm một trong các trường hợp sau, gây hậu quả đặc biệt nghiêm trọng thì kỷ luật bằng hình thức giải tán: a) Ban hành nghị quyết, quyết định chống lại chủ trương, quy định của Đảng, pháp luật của Nhà nước trong phòng, chống tham nhũng, tiêu cực. b) Lợi dụng việc phòng, chống tham nhũng, tiêu cực để xuyên tạc, bè phái gây mất ổn định chính trị, xã hội; tham nhũng có tổ chức. |
| Vi phạm quy định về quốc phòng, an ninh, đối ngoại (Điều 18) | Khiển trách (Khoản 1) | Vi phạm một trong các trường hợp sau, gây hậu quả ít nghiêm trọng thì kỷ luật bằng hình thức khiển trách: a) Không lãnh đạo, chỉ đạo, đôn đốc, kiểm tra, giám sát cấp dưới thực hiện chủ trương, quy định của Đảng, pháp luật của Nhà nước về quốc phòng, an ninh, đối ngoại dẫn đến vi phạm. b) Không lãnh đạo, chỉ đạo, tổ chức thực hiện, kiểm tra, giám sát việc thực hiện nhiệm vụ quốc phòng, an ninh, đối ngoại theo chức năng, nhiệm vụ dẫn đến vi phạm. c) Không lãnh đạo, chỉ đạo xem xét, xử lý vi phạm về quốc phòng, an ninh, đối ngoại hoặc bao che cho đối tượng vi phạm. d) Không chỉ đạo thực hiện công tác tuyển quân, công tác xây dựng, huấn luyện, sử dụng lực lượng dân quân tự vệ, dự bị động viên, chính sách hậu phương quân đội. đ) Đồng ý cho cán bộ, đảng viên ra nước ngoài không đúng quy định hoặc chưa được phép của cơ quan có thẩm quyền. e) Tổ chức hoạt động đối ngoại không đúng quy định của Đảng, Nhà nước hoặc chưa được phép của cơ quan có thẩm quyền. |
| Vi phạm quy định về quốc phòng, an ninh, đối ngoại (Điều 18) | Cảnh cáo (Khoản 2)    | Vi phạm lần đầu những trường hợp quy định phải Khiển trách mà gây hậu quả nghiêm trọng hoặc tái phạm hoặc vi phạm một trong các trường hợp sau thì kỷ luật bằng hình thức cảnh cáo: a) Ban hành nghị quyết, chỉ thị, quy định, chương trình, kế hoạch công tác về quốc phòng, an ninh, đối ngoại trái chủ trương, quy định của Đảng, pháp luật của Nhà nước. b) Làm lộ bí mật của Đảng, Nhà nước về quốc phòng, an ninh, đối ngoại. |
| Vi phạm quy định về quốc phòng, an ninh, đối ngoại (Điều 18) | Giải tán (Khoản 3)    | Vi phạm một trong các trường hợp sau, gây hậu quả đặc biệt nghiêm trọng thì kỷ luật bằng hình thức giải tán: a) Chống lại chủ trương, quy định của Đảng, pháp luật của Nhà nước về quốc phòng, an ninh, đối ngoại. b) Móc nối, cấu kết, tiếp tay cho các tổ chức, cá nhân nước ngoài lợi dụng hoạt động đối ngoại để phá hoại chủ trương, quy định của Đảng, pháp luật của Nhà nước về quốc phòng, an ninh, đối ngoại. c) Tổ chức, kích động, xúi giục, mua chuộc, cưỡng bức quần chúng mít tinh, biểu tình trái quy định, phá hoại cơ sở quốc phòng, an ninh, đối ngoại, gây chia rẽ khối đại đoàn kết toàn dân tộc. |
| Vi phạm quy định về phòng, chống tội phạm (Điều 19) | Khiển trách (Khoản 1) | Vi phạm một trong các trường hợp sau, gây hậu quả ít nghiêm trọng thì kỷ luật bằng hình thức khiển trách: a) Không lãnh đạo, chỉ đạo, ban hành chương trình, kế hoạch và tổ chức thực hiện công tác phòng, chống tội phạm; không chỉ đạo, đôn đốc, kiểm tra, giám sát cấp dưới trực tiếp thực hiện chủ trương, quy định của Đảng, pháp luật của Nhà nước về phòng, chống tội phạm. b) Không chỉ đạo xử lý thông tin, báo cáo, tin báo, tin tố giác về tội phạm, hoạt động của tội phạm trên địa bàn; không chỉ đạo giải quyết, tháo gỡ khó khăn, vướng mắc trong phòng, chống tội phạm. c) Chỉ đạo thực hiện không đúng quy định về khởi tố, điều tra, truy tố, xét xử, giám định, xét ân xá, đặc xá, thi hành án, tha tù trước thời hạn. d) Để cấp ủy, tổ chức đảng cấp dưới và cán bộ, đảng viên thuộc quyền trực tiếp lãnh đạo, quản lý vi phạm pháp luật nhưng không chỉ đạo khắc phục, xử lý dứt điểm hoặc bao che vi phạm. |
| Vi phạm quy định về phòng, chống tội phạm (Điều 19) | Cảnh cáo (Khoản 2)    | Vi phạm lần đầu những trường hợp quy định phải Khiển trách mà gây hậu quả nghiêm trọng hoặc tái phạm hoặc vi phạm một trong các trường hợp sau thì kỷ luật bằng hình thức cảnh cáo: a) Ban hành nghị quyết, chỉ thị, quy định về phòng, chống tội phạm trái chủ trương, quy định của Đảng, pháp luật của Nhà nước. b) Chỉ đạo cấp dưới che giấu, không báo cáo hoặc tiêu hủy chứng cứ, hồ sơ, tài liệu vụ án; cho chủ trương hoặc chỉ đạo việc khởi tố vụ án, khởi tố bị can, điều tra, truy tố, xét xử trái quy định. c) Chỉ đạo cấp dưới, cán bộ trực tiếp điều tra, kiểm sát, xét xử, xét ân xá, đặc xá không đúng quy định, làm sai lệch hồ sơ vụ án để không điều tra, khởi tố, truy tố, xét xử hoặc miễn, giảm tội, trách nhiệm, thay đổi tội danh cho người phạm tội được ân xá, đặc xá hoặc cản trở, bao che, tiếp tay cho tội phạm, tha tù trước thời hạn. d) Cho chủ trương, chỉ đạo khởi tố hoặc không khởi tố, truy tố, xét xử, thay đổi các biện pháp ngăn chặn, miễn truy cứu trách nhiệm hình sự, miễn hình phạt, miễn, giảm trách nhiệm trái pháp luật. đ) Chỉ đạo không điều tra, khởi tố, truy tố hoặc xét xử vụ án trái quy định dẫn đến quá thời hạn hoặc hết thời hiệu xử lý vụ việc. e) Thiếu trách nhiệm trong lãnh đạo, quản lý để cán bộ, đảng viên thuộc quyền trực tiếp quản lý lợi dụng cương vị công tác, chức vụ, quyền hạn gây tổn hại lợi ích Nhà nước, lợi ích chính đáng của tổ chức, cá nhân hoặc bị lệ thuộc, lôi kéo bởi tội phạm.           |
| Vi phạm quy định về phòng, chống tội phạm (Điều 19) | Giải tán (Khoản 3)    | Kỷ luật bằng hình thức giải tán trong trường hợp có chủ trương, hành động chống lại chủ trương, quy định của Đảng, pháp luật của Nhà nước về phòng, chống tội phạm gây hậu quả đặc biệt nghiêm trọng. |
| Vi phạm quy định đầu tư, xây dựng cơ bản (Điều 20) | Khiển trách (Khoản 1) | Vi phạm một trong các trường hợp sau, gây hậu quả ít nghiêm trọng thì kỷ luật bằng hình thức khiển trách: a) Chỉ đạo hoặc cho chủ trương thực hiện dự án, công trình đầu tư, xây dựng cơ bản trái quy định. b) Không xử lý, xử lý không đúng quy định hoặc bao che tổ chức đảng, cán bộ, đảng viên thuộc quyền trực tiếp lãnh đạo, quản lý vi phạm trong ban hành, tổ chức thực hiện quy định hoặc chủ trương đầu tư, xây dựng cơ bản. c) Có chủ trương làm sai lệch kết quả đấu thầu xây dựng hoặc mua sắm trang thiết bị trong đầu tư, xây dựng cơ bản; nhận tiền, vật chất và các lợi ích khác của nhà thầu. |
| Vi phạm quy định đầu tư, xây dựng cơ bản (Điều 20) | Cảnh cáo (Khoản 2)    | Vi phạm lần đầu những trường hợp quy định phải Khiển trách mà gây hậu quả nghiêm trọng hoặc tái phạm hoặc vi phạm một trong các trường hợp sau thì kỷ luật bằng hình thức cảnh cáo: a) Cho chủ trương hoặc chỉ đạo thực hiện dự án đầu tư xây dựng không đúng quy hoạch hoặc xâm hại đến quốc phòng, an ninh quốc gia và lợi ích công cộng; xâm hại di tích lịch sử, văn hoá hoặc làm hủy hoại tài nguyên, môi trường. b) Ban hành nghị quyết, chỉ thị, quy định, kết luận về đầu tư xây dựng cơ bản trái quy định. c) Chỉ đạo làm trái quy định trong thẩm định, phê duyệt, đấu thầu, chỉ định thầu dự án; quản lý, cấp phát, thanh toán và quyết toán vốn; cho chủ trương, quyết định đầu tư dẫn đến dự án đầu tư không hiệu quả. d) Thiếu trách nhiệm, buông lỏng lãnh đạo, chỉ đạo, kiểm tra, giám sát để xảy ra vi phạm đối với các dự án, công trình thuộc phạm vi quản lý. đ) Lãnh đạo, chỉ đạo, quyết định, phê duyệt hoặc tổ chức thực hiện dự án đầu tư không đúng quy định gây lãng phí, thất thoát tài chính, tài sản của Đảng, Nhà nước. |
| Vi phạm quy định đầu tư, xây dựng cơ bản (Điều 20) | Giải tán (Khoản 3)    | Kỷ luật bằng hình thức giải tán trong trường hợp có chủ trương, hành động chống lại chủ trương, quy định của Đảng, pháp luật của Nhà nước về đầu tư, xây dựng cơ bản gây hậu quả đặc biệt nghiêm trọng. |
| Vi phạm quy định về kinh tế, tài chính, ngân hàng (Điều 21) | Khiển trách (Khoản 1) | Vi phạm một trong các trường hợp sau, gây hậu quả ít nghiêm trọng thì kỷ luật bằng hình thức khiển trách: a) Lãnh đạo, chỉ đạo hoặc ban hành nghị quyết, chỉ thị, quy định về phát triển kinh tế, về tài chính, ngân hàng thuộc chức năng, nhiệm vụ trái chủ trương, quy định của Đảng, pháp luật của Nhà nước. b) Thiếu trách nhiệm trong lãnh đạo, chỉ đạo, kiểm tra, giám sát, thanh tra, kiểm toán để cán bộ, đảng viên làm lộ bí mật thông tin, tài liệu về kinh tế, tài chính, ngân hàng theo quy định của pháp luật hoặc bao che vi phạm của cấp dưới. c) Lãnh đạo, chỉ đạo ban hành quy định về thu lãi, trả lãi, thu phí, lệ phí, hoa hồng hoặc chỉ đạo thực hiện sản xuất, kinh doanh vàng, bạc, đá quý, tiền, ngoại tệ trái quy định. d) Chỉ đạo góp vốn, huy động vốn, liên doanh, mua cổ phần, đầu tư ngành nghề kinh doanh trái quy định. |
| Vi phạm quy định về kinh tế, tài chính, ngân hàng (Điều 21) | Cảnh cáo (Khoản 2)    | Vi phạm lần đầu những trường hợp quy định phải Khiển trách mà gây hậu quả nghiêm trọng hoặc tái phạm hoặc vi phạm một trong các trường hợp sau thì kỷ luật bằng hình thức cảnh cáo: a) Chỉ đạo cấp dưới giả mạo, khai man, tiêu hủy tài liệu kế toán, cung cấp thông tin, số liệu kế toán sai sự thật; chống đối kiểm tra, giám sát, thanh tra, kiểm toán. b) Cho chủ trương hoặc chỉ đạo huy động vốn, cho vay vốn hoặc góp vốn trái quy định; chỉ đạo thực hiện cổ phần hoá, thoái vốn doanh nghiệp nhà nước không đúng quy định làm thiệt hại tài chính, tài sản của Đảng, Nhà nước. c) Buông lỏng lãnh đạo để xảy ra lập quỹ trái phép, lập tài khoản kế toán trái quy định, báo cáo tài chính không trung thực, để ngoài sổ sách kế toán tiền và tài sản của cơ quan, đơn vị trái quy định. d) Thiếu trách nhiệm trong lãnh đạo, chỉ đạo công tác thanh tra, giám sát tài chính, ngân hàng gây hậu quả nghiêm trọng. |
| Vi phạm quy định về kinh tế, tài chính, ngân hàng (Điều 21) | Giải tán (Khoản 3)    | Kỷ luật bằng hình thức giải tán trong trường hợp có chủ trương, hành động chống lại chủ trương, quy định của Đảng, pháp luật của Nhà nước về lĩnh vực kinh tế, tài chính, ngân hàng gây hậu quả đặc biệt nghiêm trọng. |
| Vi phạm quy định về tài nguyên, đất đai và nhà ở (Điều 22) | Khiển trách (Khoản 1) | Vi phạm một trong các trường hợp sau, gây hậu quả ít nghiêm trọng thì kỷ luật bằng hình thức khiển trách: a) Ban hành nghị quyết, chỉ thị, quy định về tài nguyên, đất đai và nhà ở trái chủ trương, quy định của Đảng, pháp luật của Nhà nước. b) Chỉ đạo, tổ chức thực hiện không đúng quy định trong lĩnh vực tài nguyên, đất đai và nhà ở hoặc chỉ đạo cưỡng chế, thu hồi đất, nhà ở trái quy định. c) Không chỉ đạo xử lý vi phạm trong lĩnh vực tài nguyên, đất đai và nhà ở, các công trình kiến trúc; thiếu trách nhiệm trong lãnh đạo, chỉ đạo, đôn đốc, kiểm tra, giám sát để xảy ra vi phạm gây thiệt hại đến quyền và lợi ích hợp pháp của tổ chức, người sử dụng và của Nhà nước. |
| Vi phạm quy định về tài nguyên, đất đai và nhà ở (Điều 22) | Cảnh cáo (Khoản 2)    | Vi phạm lần đầu những trường hợp quy định phải Khiển trách mà gây hậu quả nghiêm trọng hoặc tái phạm hoặc vi phạm một trong các trường hợp sau thì kỷ luật bằng hình thức cảnh cáo: a) Cho chủ trương cấp phép khai thác tài nguyên, thu hồi đất, giao đất, cho thuê đất gây ảnh hưởng đến quốc phòng, an ninh và chủ quyền quốc gia. b) Cho chủ trương hoặc chỉ đạo việc lập, phê duyệt quy hoạch, kế hoạch sử dụng đất, quyết định thu hồi đất, giao đất, cho thuê đất, chuyển đổi quyền sử dụng đất, chuyển mục đích sử dụng đất, cấp phép khai thác tài nguyên trái quy định hoặc hủy hoại tài nguyên đất. c) Cho chủ trương, chỉ đạo cấp hoặc không cấp giấy chứng nhận quyền sử dụng đất sai quy định; quyết định đầu tư, khai thác tài nguyên trái quy định. d) Có chủ trương cho thuê đất, cho mượn quyền sử dụng đất, đem quyền sử dụng đất được giao để liên doanh, liên kết trái quy định. |
| Vi phạm quy định về tài nguyên, đất đai và nhà ở (Điều 22) | Giải tán (Khoản 3)    | Kỷ luật bằng hình thức giải tán trong trường hợp có chủ trương, hành động chống tại chủ trương, quy định của Đảng, pháp luật của Nhà nước về tài nguyên, đất đai và nhà ở gây hậu quả đặc biệt nghiêm trọng. |
| Vi phạm quy định về giáo dục, y tế, văn hóa - xã hội (Điều 23) | Khiển trách (Khoản 1) | Vi phạm một trong các trường hợp sau, gây hậu quả ít nghiêm trọng thì kỷ luật bằng hình thức khiển trách: a) Không chỉ đạo, đôn đốc, kiểm tra xử lý tổ chức đảng, đảng viên vi phạm chủ trương, quy định của Đảng, pháp luật của Nhà nước về giáo dục, y tế, văn hóa - xã hội. b) Chỉ đạo thực hiện các hoạt động giáo dục, y tế, văn hoá - xã hội trái chủ trương, quy định của Đảng, pháp luật của Nhà nước hoặc không đúng chỉ đạo của cấp có thẩm quyền. |
| Vi phạm quy định về giáo dục, y tế, văn hóa - xã hội (Điều 23) | Cảnh cáo (Khoản 2)    | Vi phạm lần đầu những trường hợp quy định phải Khiển trách mà gây hậu quả nghiêm trọng hoặc tái phạm hoặc vi phạm một trong các trường hợp sau thì kỷ luật bằng hình thức cảnh cáo: a) Ban hành nghị quyết, chỉ thị, quy định về giáo dục, y tế, văn hóa - xã hội trái chủ trương, quy định của Đảng, pháp luật của Nhà nước. b) Buông lỏng lãnh đạo, chỉ đạo hoặc thiếu trách nhiệm trong lãnh đạo, chỉ đạo xử lý tệ nạn xã hội trên địa bàn. |
| Vi phạm quy định về giáo dục, y tế, văn hóa - xã hội (Điều 23) | Giải tán (Khoản 3)    | Kỷ luật bằng hình thức giải tán trong trường hợp có chủ trương, hành động chống chủ trương, quy định của Đảng, pháp luật của Nhà nước về giáo dục, y tế, văn hóa - xã hội gây hậu quả đặc biệt nghiêm trọng. |
| Vi phạm quy định về an sinh xã hội và chính sách đối với người có công (Điều 24) | Khiển trách (Khoản 1) | Vi phạm một trong các trường hợp sau, gây hậu quả ít nghiêm trọng thì kỷ luật bằng hình thức khiển trách: a) Chỉ đạo thực hiện không đúng quy định về chính sách an sinh xã hội, ảnh hưởng xấu đến đời sống nhân dân hoặc chỉ đạo thực hiện không đúng quy định về chính sách việc làm, bảo hiểm xã hội, bảo hiểm y tế, bảo hiểm thất nghiệp, chính sách đối với người có công. b) Lãnh đạo, chỉ đạo, tổ chức thực hiện trái quy định của Đảng, Nhà nước về chính sách ưu đãi đối với người có công, đối với thương binh, bệnh binh, gia đình liệt sĩ. c) Thờ ơ vô cảm, thiếu trách nhiệm trong lãnh đạo, chỉ đạo, tổ chức thực hiện dẫn đến cấp dưới trực tiếp kê khai sai hoặc khai khống để hưởng lợi từ chính sách an sinh xã hội. d) Có chủ trương, chỉ đạo việc xác nhận cho người hưởng chính sách an sinh xã hội hoặc người có công không đúng đối tượng, tiêu chuẩn, điều kiện. đ) Không chỉ đạo, đôn đốc, kiểm tra, giám sát để cấp dưới trực tiếp chi sai hoặc cho hưởng sai đối tượng, định mức, tiêu chuẩn về chính sách an sinh xã hội, cứu trợ, cứu nạn. e) Chỉ đạo báo cáo sai thực tế để được hỗ trợ, thực hiện chính sách an sinh xã hội, xoá đói, giảm nghèo, cứu trợ, cứu đói, cứu hộ, cứu nạn không đúng quy định. g) Cho chủ trương hoặc chỉ đạo thực hiện trái quy định trong vận động, tiếp nhận, điều phối các nguồn đóng góp, tài trợ của tổ chức, cá nhân để hỗ trợ nhân dân khắc phục khó khăn do thiên tai, dịch bệnh, hoả hoạn, sự cố nghiêm trọng. |
| Vi phạm quy định về an sinh xã hội và chính sách đối với người có công (Điều 24) | Cảnh cáo (Khoản 2)    | Vi phạm lần đầu những trường hợp quy định phải Khiển trách mà gây hậu quả nghiêm trọng hoặc tái phạm hoặc vi phạm một trong các trường hợp sau thì kỷ luật bằng hình thức cảnh cáo: a) Ban hành nghị quyết, chỉ thị, quy định về an sinh xã hội và chính sách đối với người có công trái chủ trương, quy định của Đảng, pháp luật của Nhà nước. b) Hoạt động câu kết lợi ích nhóm nhằm trục lợi về an sinh xã hội, bảo hiểm xã hội, bảo hiểm y tế, bảo hiểm thất nghiệp. c) Thiếu trách nhiệm trong lãnh đạo, chỉ đạo, kiểm tra, giám sát, thanh tra việc phòng, chống thiên tai, dịch bệnh, khắc phục thảm họa, cứu hộ, cứu nạn. |
| Vi phạm quy định về an sinh xã hội và chính sách đối với người có công (Điều 24) | Giải tán (Khoản 3)    | Kỷ luật bằng hình thức giải tán trong trường hợp có chủ trương, hành động chống lại chủ trương, quy định của Đảng, pháp luật của Nhà nước về an sinh xã hội và chính sách đối với người có công gây hậu quả đặc biệt nghiêm trọng. |

## Kỷ luật Đảng viên chính thức

#### Kỷ luật bằng hình thức khiển trách
Khoản 1 Điều 7 Quy định 102-QĐ/TW năm 2017 Quy định xử lý kỷ luật Đảng viên vi phạm quy định như sau:
“Đảng viên vi phạm một trong các trường hợp sau gây hậu quả ít nghiêm trọng thì kỷ luật bằng hình thức khiển trách:
a) Bị người khác xúi giục, lôi kéo, mua chuộc mà có hành vi nói, viết, lưu trữ, tán phát, xuất bản, cung cấp thông tin, tài liệu, hiện vật có nội dung trái với đường lối, quan điểm của Đảng, pháp luật của Nhà nước.
b) Phụ họa, a dua theo những quan điểm trái với quan điểm của chủ nghĩa Mác – Lênin, tư tưởng Hồ Chí Minh, đường lối của Đảng, mục tiêu độc lập dân tộc và chủ nghĩa xã hội; thiếu trách nhiệm trong đấu tranh chống biểu hiện suy thoái về tư tưởng chính trị, đạo đức, lối sống, các biểu hiện “tự diễn biến”, “tự chuyển hóa” trong nội bộ, chống diễn biến hòa bình.
c) Có biểu hiện dao động, giảm sút niềm tin vào sự lãnh đạo của Đảng, không thực hiện đúng các nguyên tắc tổ chức và sinh hoạt đảng.
d) Không trung thực trong khai lý lịch, lịch sử bản thân và bổ sung lý lịch đảng viên.” 

#### Kỷ luật bằng hình thức cảnh cáo
"Trường hợp đã bị xử lý kỷ luật theo quy định tại Khoản 1 Điều này mà tái phạm hoặc vi phạm lần đầu gây hậu quả nghiêm trọng hoặc vi phạm một trong các trường hợp sau thì kỷ luật bằng hình thức cảnh cáo hoặc cách chức (nếu có chức vụ):
a) Bị xúi giục, dụ dỗ hoặc do nhận thức không đúng mà nói, viết, làm trái hoặc không thực hiện Cương lĩnh chính trị, Điều lệ Đảng, nghị quyết, chỉ thị, quyết định, quy định, quy chế, kết luận của Đảng, pháp luật của Nhà nước; làm những việc mà pháp luật không cho phép.
b) Xúi giục, kích động, ép buộc người khác nói, viết, lưu giữ, tán phát, xuất bản, cung cấp những thông tin, tài liệu, hiện vật có nội dung trái Cương lĩnh chính trị, Điều lệ Đảng, nghị quyết, chỉ thị, quy định, quyết định, quy chế, kết luận của Đảng, pháp luật của Nhà nước.
c) Bị dụ dỗ, lôi kéo hoặc bị cưỡng ép tham gia các đảng phái, tổ chức chính trị hoạt động trái phép." 

#### Khai trừ Đảng
Trường hợp vi phạm quy định tại Khoản 1, Khoản 2 Điều này gây hậu quả rất nghiêm trọng hoặc vi phạm một trong các trường hợp sau thì kỷ luật bằng hình thức khai trừ:
a) Cố ý nói, viết có nội dung xuyên tạc lịch sử, xuyên tạc sự thật, phủ nhận vai trò lãnh đạo và thành quả cách mạng của Đảng và dân tộc.
b) Phản bác, phủ nhận chủ nghĩa Mác - Lênin, tư tưởng Hồ Chí Minh, nguyên tắc tập trung dân chủ, nền dân chủ xã hội chủ nghĩa, nhà nước pháp quyền xã hội chủ nghĩa, nền kinh tế thị trường định hướng xã hội chủ nghĩa; đòi thực hiện thể chế "tam quyền phân lập", "xã hội dân sự", "đa nguyên, đa đảng".
c) Cố ý đưa thông tin sai lệch, xuyên tạc đường lối, chính sách của Đảng, Nhà nước; bôi nhọ lãnh tụ, lãnh đạo Đảng, Nhà nước; truyền thống của dân tộc, của Đảng và Nhà nước.
d) Lợi dụng dân chủ, nhân quyền, dân tộc, tôn giáo hoạt động gây nguy hại đến an ninh chính trị, trật tự, an toàn xã hội.
đ) Móc nối, cấu kết với các thế lực thù địch, phản động và các phần tử cơ hội, bất mãn chính trị để truyền bá tư tưởng, quan điểm đối lập; vận động, tổ chức, tập hợp lực lượng để chống phá Đảng và Nhà nước.
e) Hoạt động trong các đảng phái, tổ chức chính trị phản động.
g) Kích động tư tưởng bất mãn, bất đồng chính kiến, chống đối trong nội bộ. Lợi dụng và sử dụng các phương tiện thông tin, truyền thông, mạng xã hội để nói xấu, bôi nhọ, hạ thấp uy tín, vai trò lãnh đạo của Đảng.
h) Tác động, lôi kéo, định hướng dư luận xã hội không theo đường lối của Đảng.
i) Phủ nhận vai trò lãnh đạo của Đảng đối với lực lượng vũ trang; đòi "phi chính trị hóa" quân đội và công an; xuyên tạc đường lối quốc phòng toàn dân và an ninh nhân dân.
k) Phủ nhận vai trò lãnh đạo của Đảng đối với báo chí, văn học - nghệ thuật. Sáng tác, quảng bá những tác phẩm văn hóa, nghệ thuật lệch lạc, bóp méo lịch sử, hạ thấp uy tín của Đảng và các đồng chí lãnh đạo Đảng, Nhà nước.

## Một số trường hợp Đảng viên cao cấp bị kỉ luật
- Danh sách các thành viên của Bộ chính trị Việt Nam bị kỷ luật